# Gedeo (Sprache)
Gedeo (Geddeo, auch bekannt als Darasa, Darassa, Derasa und Derasanya) ist eine Ostkuschitische Sprache, die von 1.023.000 Sprechern südwestlich Dillas und östlich des Abajasees gesprochen wird.
Die Standardschrift ist die Äthiopische Schrift.
Das Neue Testament wurde 1987 auf Gedeo veröffentlicht.

## Beispiele
| Gedeo (Lateinische Schrift) | Gedeo (Äthiopische Schrift) | Deutsch     |
| --------------------------- | --------------------------- | ----------- |
| Mageno                      | እግዚአብሄር                     | Gott        |
| mageninke mine              | ሰማይ                         | Himmel      |
| bargari                     | በተለይ                        | verschieden |